# Gare de Totebo
 (octobre 2022).
La gare de Totebo est une gare ferroviaire à Totebo, en Suède, situé sur l’un des chemins de fer à voie étroite qui traversaient l'est du Götaland. 

## Histoire
Le chemin de fer à voie étroite Växjö-Västervik a été lancé en 1877 et est devenu l'un des nombreux chemins de fer à voie étroite qui traversaient l'est du Götaland vers 1900. Le tronçon Hultsfred-Västervik est la partie la plus ancienne de la ligne. Long de 71 km, il a été ouvert à la circulation en 1879 .
Environ 20% du réseau ferroviaire suédois à trafic public a été construit avec un écartement différent et plus étroit que l'écartement standard. La voie de 891 mm, qui correspond à la largeur de cette voie étroite, était la plus courante. Le chemin de fer Västervik-Hultsfred-Växjö dans son ensemble est unique en ce sens que la ligne a survécu à d'autres chemins de fer à voie étroite de près de 15 ans en termes de trafic de passagers et de marchandises. Depuis que le chemin de fer a été repris par l'État dans son ensemble par Växjö-Hultsfreds-Västerviks Järnvägs AB, la voie est essentiellement restée inchangée depuis que Statens Järnvägar a cessé ses activités .
Le parcours a été construit à la main et selon des méthodes artisanales. Le terrain de la région est très vallonné et traverse des coupes de montagne étroites, sur des rives étroites au-dessus des dépressions de la vallée et des cours d'eau avec de nombreuses courbes dans leur ligne. Ainsi, la construction du chemin de fer a laissé place à l'habileté technique et artisanale dans la construction de murs de soutènement, de ponts et d'autres travaux de maçonnerie et de construction. Le parcours traverse un paysage culturel du Småland exceptionnellement beau et original .